# Berwick (Nuova Scozia)
Berwick è una municipalità (town) del Canada, situata nella provincia di Nuova Scozia.